# Akhmet
Akhmet fill de Seirim (grec antic: Ἀχμὲτ υἱὸς Σειρείμ,; llatí: Achmet Sereimi filius) (vers 655-732) fou l'autor d'un llibre en grec sobre la interpretació dels somnis titulat Ὀνειροκριτικά. És probablement la mateixa persona que Abu-Bakr Muhàmmad ibn Sirin, que també compta amb una obra en àrab del mateix tema a la Biblioteca Nacional de París. Va néixer l'any 33 de l'Hègira i va morir el 110. Sembla que fou cristià. Fou traduït del grec al llatí l'any 1160 per Leo Tuscus i publicat a Frankfurt el 1577.